# Trausnitz
Trausnitz je obec v německé spolkové zemi Bavorsko, v zemském okrese Schwandorf ve vládním obvodu Horní Falc.
Žije zde 949 obyvatel.

## Geografie
Obec se nachází v údolí dolního toku řeky Pfreimd. Katastr je součástí přírodního parku Horní Falc.

### Sousední obce
Trausnitz sousedí s následujícími obcemi od severu: Leuchtenberg a Tännesberg v okrese Neustadt an der Waldnaab a Gleiritsch, Pfreimd a Wernberg-Köblitz v okrese Schwandorf.
| Růžice kompasu | Leuchtenberg 6 km     | Tännesberg 6 km | Tännesberg 6 km | Růžice kompasu |
| Růžice kompasu | Wernberg-Köblitz 6 km | Sever           | Gleiritsch 6 km | Růžice kompasu |
| Růžice kompasu | Wernberg-Köblitz 6 km | Trausnitz       | Gleiritsch 6 km | Růžice kompasu |
| Růžice kompasu | Wernberg-Köblitz 6 km | Jih             | Gleiritsch 6 km | Růžice kompasu |
| Růžice kompasu | Pfreimd 6 km          | Pfreimd 6 km    | Gleiritsch 6 km | Růžice kompasu |

### Místní části
Trausnitz má deset místních částí:
- Atzenhof
- Bierlhof
- Kaltenthal
- Köttlitz
- Oberpierlhof
- Ödmühl
- Reisach
- Schweizerbach
- Söllitz
- Trausnitz

## Historie

### Původ názvu
Název slovansky znějícího pojmenování Trausnitz nepatřil k raně slovanským sídelním názvům, jako jsou Hohentreswitz, Köttlitz, Trefnitz nebo Gleiritsch. Zpočátku odkazoval pouze na panské sídlo Trausnitz a v dokumentech jej lze najít jako „Traußnit, Trausniht, Trausnicht nebo Truwesnicht“. Do konce 14. století se vesnici říkalo Sächsenkirchen nebo Sessenkirchen, název hradu byl posléze přenesen na vesnici a vznikl název Trausnitz.

### Šlechta v Trausnitz
Od vzniku původní osady Sächsenkirchen na řece Pfreimd se na hradu Trausnitz vystřídalo velké množství šlechtických rodů. Mezi nimi byli Walturnští z Waldthurnu a Hostau, Weichnant Weigl (1305-1334), Zenger, Geiganter, Wiltinger, Erlbecks (1515 až asi 1585), Svobodní páni ze Sporneck-Weißdorf (asi 1570 až 1714), baroni z Quentel (1714 až 1763), Johann Balthasar z Hannakamu (1763–1766) a Svobodní páni z Karg-Bebenburg do roku 1830. Majitele hradu dokládá berní kniha obce Trausnitz.

### Dvorní marka Trausnitz
Trausnitz byl součástí bavorského kurfiřtství a před rokem 1800 tvořil uzavřenou dvorní marku baronů z Hannakamu. V roce 1800 baron von Karg převzal titul dvorního markraběte, ale jeho právní nárok byl kontroverzní. V roce 1830 byl titul dvorské marky zrušen. Dnešní obec byla vytvořena obecním výnosem správních reforem v Bavorsku z roku 1818.

## Kultura a památky

### Pamětihodnosti
- Hrad Trausnitz
- Saská věž
- Kaple Smíření
- Katolický kostel sv. Josefa
- Přehradní nádrž na řece Pfreimd

### Sport
Údolí řeky Pfreimd je přehrazeno do nádrže, která slouží pro sportovní vyžití.

### Zajímavosti
Přečerpávací elektrárna Reisach, postavená v roce 1955, se nachází za obcí se dvěma zásobními jezery (horní nádrž Rabenleite). Elektrárna má výrobní kapacitu 135 000 kWh. Veřejnosti přístupné informační centrum poskytuje informace o výrobě elektřiny v této vodní elektrárně.

## Galerie
- Obec Trausnitz a přehrada
- Věž Sachcenturm a kaple Smíření
- Katolický kostel sv. Josefa
- Přečerpávací elektrárna Reisachwerk